# John Millen (Segler)
John Charles Millen (* 18. Oktober 1960 in Toronto) ist ein ehemaliger kanadischer Segler.

## Erfolge
John Millen, der für den Royal Canadian Yacht Club (RCYC) segelte, nahm zweimal an Olympischen Spielen mit seinem Landsmann Frank McLaughlin in der Bootsklasse Flying Dutchman teil. Bei seinem Olympiadebüt 1988 in Seoul beendeten Millen und McLaughlin auf dem dritten Platz hinter den Dänen Christian Grønborg und Jørgen Bojsen-Møller sowie Erik Bjørkum und Ole Petter Pollen aus Norwegen. Mit 48,4 Gesamtpunkten gewannen sie damit die Bronzemedaille. Vier Jahre darauf belegten sie in Barcelona mit 82,7 Punkten den neunten Platz. Bei Weltmeisterschaften gewannen sie bereits 1986 in Rio de Janeiro zusammen die Bronzemedaille.
1983 und 1986 nahm er als Crewmitglied mit den 12mR-Yachten Canada I bzw. Canada II am America’s Cup teil.
Nach den Olympischen Spielen 1992 beendete Millen seine Karriere.